# Ferreiros de Avões
Ferreiros de Avões é uma freguesia portuguesa do município de Lamego, com 2,65 km² de área e 426 habitantes (censo de 2021). A sua densidade populacional é 160,8 hab./km².

## Demografia
A população registada nos censos foi:
| Distribuição da População por Grupos Etários | Distribuição da População por Grupos Etários | Distribuição da População por Grupos Etários | Distribuição da População por Grupos Etários | Distribuição da População por Grupos Etários |
| -------------------------------------------- | -------------------------------------------- | -------------------------------------------- | -------------------------------------------- | -------------------------------------------- |
| Ano                                          | 0-14 Anos                                    | 15-24 Anos                                   | 25-64 Anos                                   | > 65 Anos                                    |
| 2001                                         | 103                                          | 93                                           | 299                                          | 77                                           |
| 2011                                         | 65                                           | 58                                           | 278                                          | 108                                          |
| 2021                                         | 50                                           | 45                                           | 227                                          | 104                                          |